# Dipsocoromorpha
Los dipsocoromorfos (Dipsocoromorpha) son un infraorden de insectos en el orden de Hemiptera. Contiene  300 especies, en una superfamilia, Dipsocoroidea.

## Familias
- Ceratocombidae
- Dipsocoridae
- Hypsipterygidae
- Schizopteridae
- Stemmocryptidae